# کایادیبی (بورچکا)
کایادیبی (به ترکی استانبولی: Kayadibi) یک منطقهٔ مسکونی در ترکیه است که در بورچکا واقع شده‌است. کایادیبی ۱۵۱ نفر جمعیت دارد.